# K2
K2（ケーツー）は、カラコルム山脈にある山。標高は8611 mで、エベレストに次ぐ世界第2位の高さである。パキスタンのギルギット・バルティスタン（インドの主張によればインドカシミールのパキスタン占領地）と、中華人民共和国の新疆ウイグル自治区との国境に位置する。
パキスタンと新疆ウイグル自治区の最高峰であり、カラコルム山脈の最高峰でもある。

## 山名

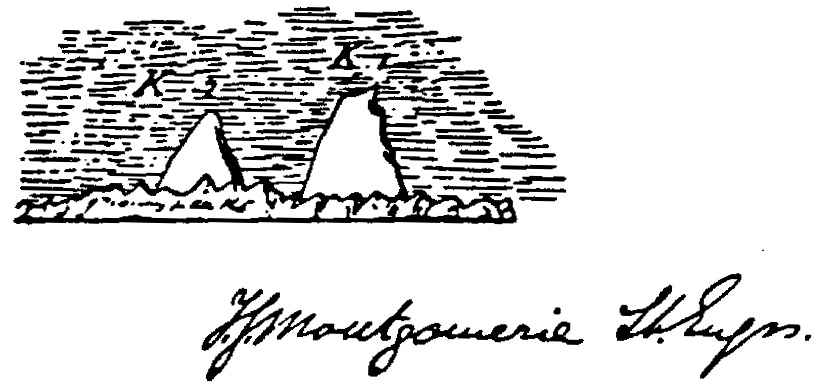
測量局のトーマス・ジョージ・モントゴメリーが描いたK1（マッシャーブルム）とK2のスケッチ

K2という山名は「Karakoram No.2」の頭文字から取られたものであり、邦訳すると「カラコルム山脈測量番号第2番」のような意味となる。
世界第2位の高峰であるにもかかわらず、人里から遠く離れた奥地にあるため、19世紀末まではほとんど人々に存在を知られることもなく、名前さえも無かった。
イギリス統治時代のインド測量局のトーマス・ジョージ・モントゴメリーが、1856年からカラコルム山系の測量を始めた際に、南方210 kmから測量した特に標高が高い山々にカラコルムの頭文字「K」を取って順に、K1、K2、K3…と測量番号を付けた。その後、カラコルムの山々には新たに名前が付けられたり、現地の名前が採用されたりしたが、K2だけは固有名が付かず、測量番号がそのまま山名に残った。
- K1 - マッシャーブルム
- K3 - ブロード・ピーク
- K4 - ガッシャーブルムII峰
- K5 - ガッシャーブルムI峰
- K6 - バルティスタン・ピーク（英語版）
- K10 - サルトロカンリI峰
- K11 - サルトロカンリII峰
- K22 - サセルカンリ（英語版）I峰
- K35 - マモストン・カンリ

この地域を探検したイギリスの探検家ヘンリー・ハーバーシャム・ゴッドウィン＝オースティンの名前を冠して「ゴッドウィン＝オースティン山（Mt. Godwin-Austen）」と呼ばれることがあるが、王立地理学会はこれを適切でないとして認めていない。中国名は「チョゴリ（喬戈里峰、拼音: Qiáogēlǐfēng チアオコーリーフォン）」で、これはチベット語系のバルティ語で「大きい山」を意味する「チョゴリ（Chogori）」に由来する。

## 登山
中国側（北側）からアプローチするのは困難なため、ほとんどの登山者はパキスタン側からアプローチをする。登頂の難しさでは世界最高峰のエベレストよりも上で、「世界一登ることが難しい山」とも言われる。その理由として、人が住む集落から遠く離れた奥地に存在することによるアプローチの困難さ、エベレストよりも厳しい気候条件、急峻な山容による雪崩、滑落の危険性などが挙げられる。K2登山に関しては一般的なルートでさえ、エベレストのバリエーションルートに匹敵すると言われる。これらの困難さから、14座ある8000メートル峰の中で最後まで残った冬季未登頂峰であったが、2021年1月16日、ネパールの登山隊によって初めて達成された。2012年3月までの時点で登頂者数306人に対し、死亡者数は81人に達し（その時点でのエベレスト登頂者数は5656人）遭難者の数も多い。チャールズ・ハウストン、ロバート・ベイツ共著の書籍のタイトルから「非情の山」とも呼ばれる。

### 登山史
- 1892年 - マーティン・コンウェイがイギリスの探検隊を引き連れてバルトロ氷河のコンコルディアに到達。
- 1902年 - オスカー・エッケンシュタイン隊が、北東稜より6525 m地点まで到達。隊員にはアレイスター・クロウリーがいる。
- 1909年 - イタリアのアブルッツィ公が率いる隊が南東稜より6250 m付近まで到達。南東稜は後に標準的なルートとなり「アブルッツィ稜」とも呼ばれる。
- その後1938年、1939年、1953年にアメリカが挑戦しているが、いずれも成功しなかった[1]。
- 1954年7月31日（初登頂） - イタリアのアルディト・デジオ隊 [1]。パキスタン側から大規模な登山隊でアプローチし、リーノ・ラチェデッリ（イタリア語版）とアキッレ・コンパニョーニ（イタリア語版）の2人が登頂に成功[1]。以降、この南東稜ルートが標準的な登山ルートとなる[1]。
- 1977年8月8日 - 日本山岳協会登山隊の第二次アタック隊員[注 2]・重広恒夫、中村省爾、高塚武由が日本人初登頂。世界でも二回目の登頂成功。翌日には第三次アタック隊の広島三朗、小野寺正英、山本英夫、アシュラフ・アマンも登頂に成功し計7人が登頂。
- 1978年9月6日（無酸素初登頂） - ルイ・ライヒャルトが無酸素初登頂。
- 1981年8月7日 - 早稲田大学隊の大谷映芳、ナジール・サビルが西稜ルートで初登頂。
- 1982年8月14日 - 日本山岳協会合同登山隊（登攀隊長・小西政継）の坂下直枝、吉野寛、柳沢幸弘が、中国側の北壁からの登頂に初めて成功[1]。翌15日の二次隊も含めて7人が無酸素登頂するが、一次登頂隊の柳沢隊員が滑落死。標高8000 m付近の峡谷にジャパニーズ・クロワールという地名が付けられる[1]。
- 1985年8月6日 - エリック・エスコフィエが登頂。7月15日に登頂したガッシャーブルムII峰を皮切りに1シーズン中に3連続登頂を達成。
- 1986年
  - 6月23日 - ワンダ・ルトキェヴィッチが女性初の登頂に成功。その30分後に、同じく女性でチームメイトのリリエンヌ・バラールも頂上に立ったが、リリエンヌは下山中に死亡した。
  - 7月10日 - ポーランド隊のイェジ・ククチカ、タデウシュ・ピオトロフスキーがアルパインスタイルで南壁ルートを初登頂。南東稜を下山中の7900 m地点で、ピオトロフスキーが転落死。
  - 6月21日-8月10日 - 合計13名の死者を出す大量遭難事故が発生する[5]。
- 1996年7月29日 - 戸高雅史が南東稜クラシックルートで無酸素登頂。
- 1996年8月12日‐8月14日 - 日本山岳会青年部登山隊（山本篤隊長）の12人が南南東リブルートより登頂。K2登山史上1チームによる最大人数登頂[6]。
- 2000年7月30日 - 山野井泰史が南南東リブルートより無酸素登頂。
- 2004年
  - 7月27日 - 「チベット登山隊」（西蔵登山探検隊）が中国人初の登頂[7]。
  - 8月16日 - 北海道在住の社会人で編成された「どさんこ同人会」（松本政英隊長）の5人が、南南東リブルートで登頂。
- 2006年8月1日 - 東海大学山岳部登山隊が南南東リブルートより登頂。登頂隊員・小松由佳は日本人女性として初登頂（女性としては世界で8人目）。また、隊員の青木達哉（当時21歳）が世界最年少での登頂。
- 2008年8月1日 - 大規模な氷塊の崩落事故が発生し3人が巻き込まれ、オランダ、フランス、ノルウェー、韓国、ネパールの11名が遭難死した[8]。
- 2011年8月23日 - オーストリアの女性登山家ゲルリンデ・カルテンブルンナーが、北稜を無酸素登頂し14座制覇を達成[1]。ルートに固定したロープの総延長は約2750 m。設置には延べ6週間かかった[1]。2008年の大量遭難死事件以来3年ぶりの登頂成功事例。
- 2021年1月16日 - ニルマル・プルジャらネパールの登山隊が冬季初登頂に成功[2]。
- 2024年7月27日 - 日本の中島健郎と平出和也が未踏の西壁ルートを登攀中に、標高7550メートル付近から滑落。6300メートル付近でザイルに繋がった状態の2人を確認するも、救助が困難な事から30日に救出を断念する[9][10]。

### 登頂の記録
- 2004年初めの時点で、登頂に成功した女性登山家は5人しかいなかった。この5人がいずれも酸素ボンベなしで登頂を果たしたことは特筆に価する。また、この5人のうち3人が下山中に死亡し、残りの2人は他の8000メートル峰で遭難死しており、誰も存命していない[11]。
- 2009年6月、ミシェル・フェイトが山頂からの滑降に挑戦したが転倒して死亡。当時、同行していたスウェーデンのプロスキーヤー、フレドリック・エリクソンは、翌2010年に挑戦を決意するものの、同年8月登頂中に難所であるボトルネックから滑落して死亡[12]。ボトルネックは滑落すると到底助からないとされ、同氏も900 m滑落した[1]。遺体の回収も困難で、両親の希望もあり遺体はその場所に残された。すぐ横で滑落を目撃したカルテンブルンナーも登頂を断念した[1]。2011年8月カルテンブルンナーらは再びK2にアタックし無酸素登頂を成し遂げたが、カルテンブルンナー自身は4度目の挑戦であり、パーティーには7回目の挑戦となるメンバーもいた[1]。

### 持ち込まれる装備とゴミ
4人程度のアタッカーに必要な装備は、2011年のゲルリンデ・カルテンブルンナーの北稜登攀のケースでは、無酸素であっても総重量2.2トンに達する（酸素ありの場合は酸素ボンベが加わるので更に重量が増える。食料として500個以上の鶏卵なども含まれる）。一方で他の山と同様にゴミも問題となっている。雪崩のためにK2登頂を断念した写真家のトミー・ハインリヒは、余った時間を利用してK2に廃棄された800 kgの登山家のゴミを回収した。氷河の一つの場所だけで390 kgものゴミが回収された。

## 画像

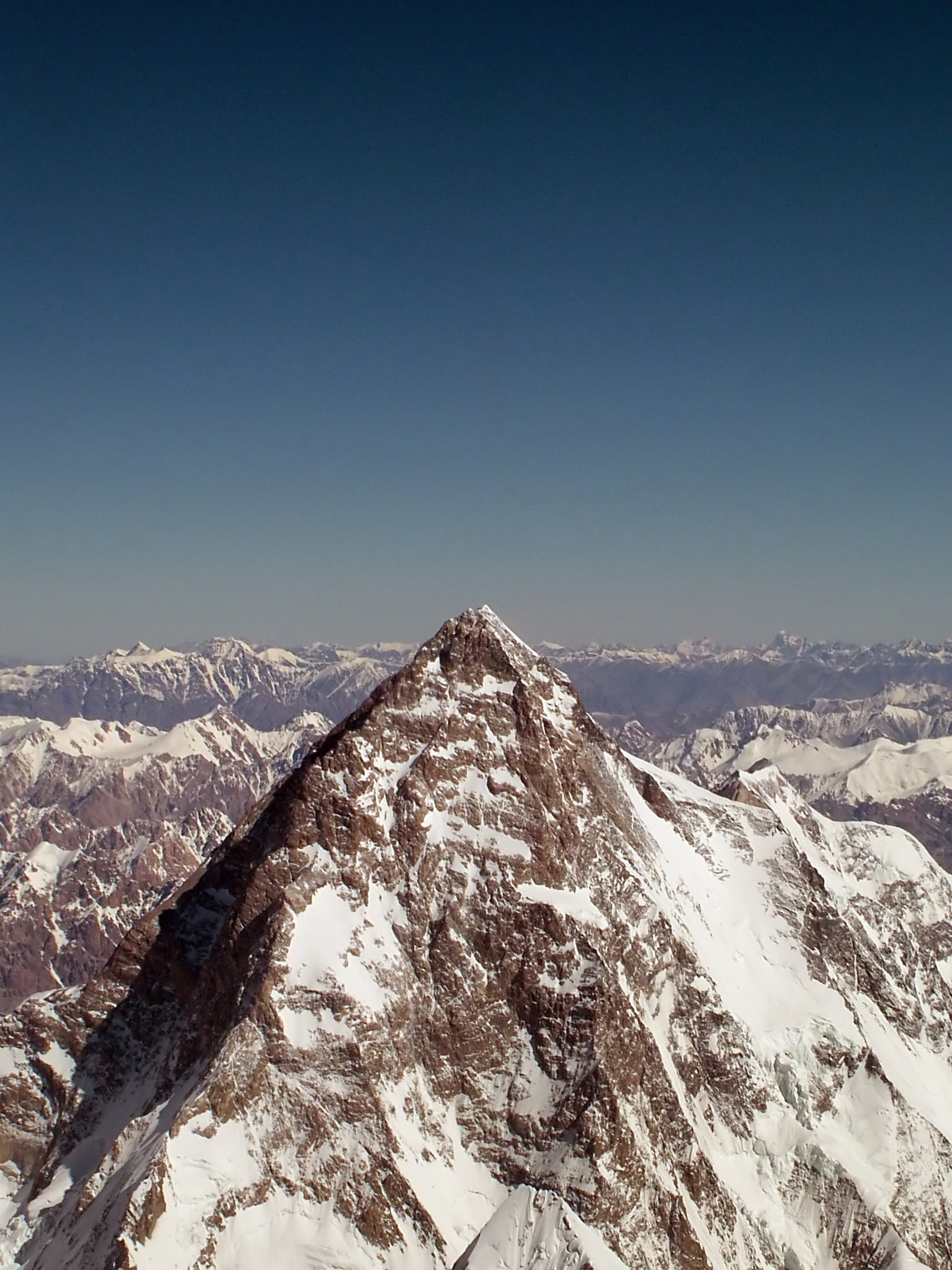
K2西壁の最上部と山頂
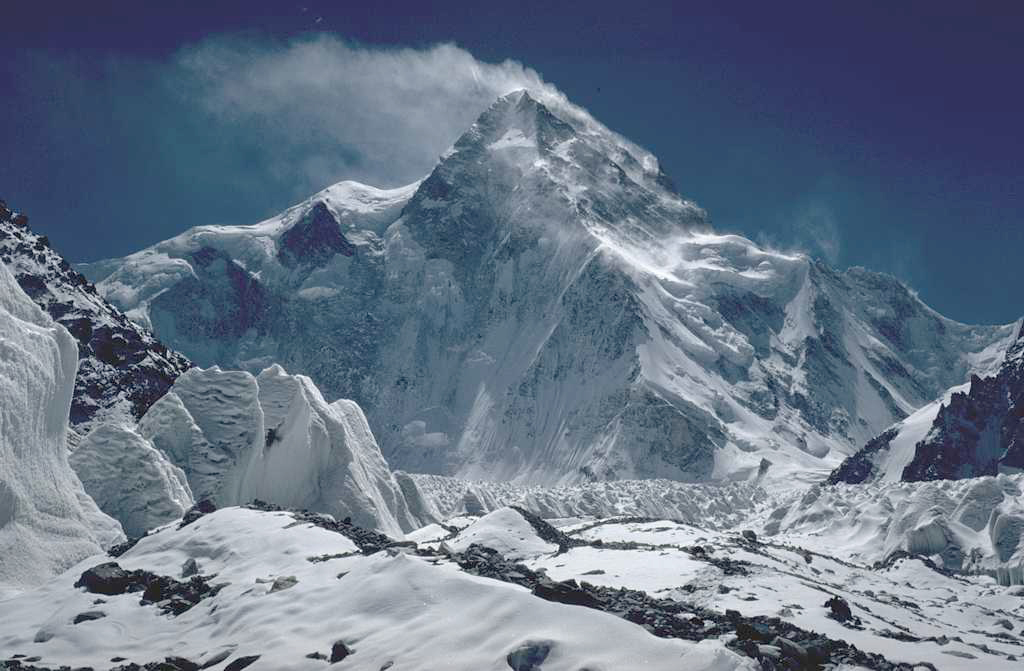
K2北壁
K2登山に使われる主な南側ルート
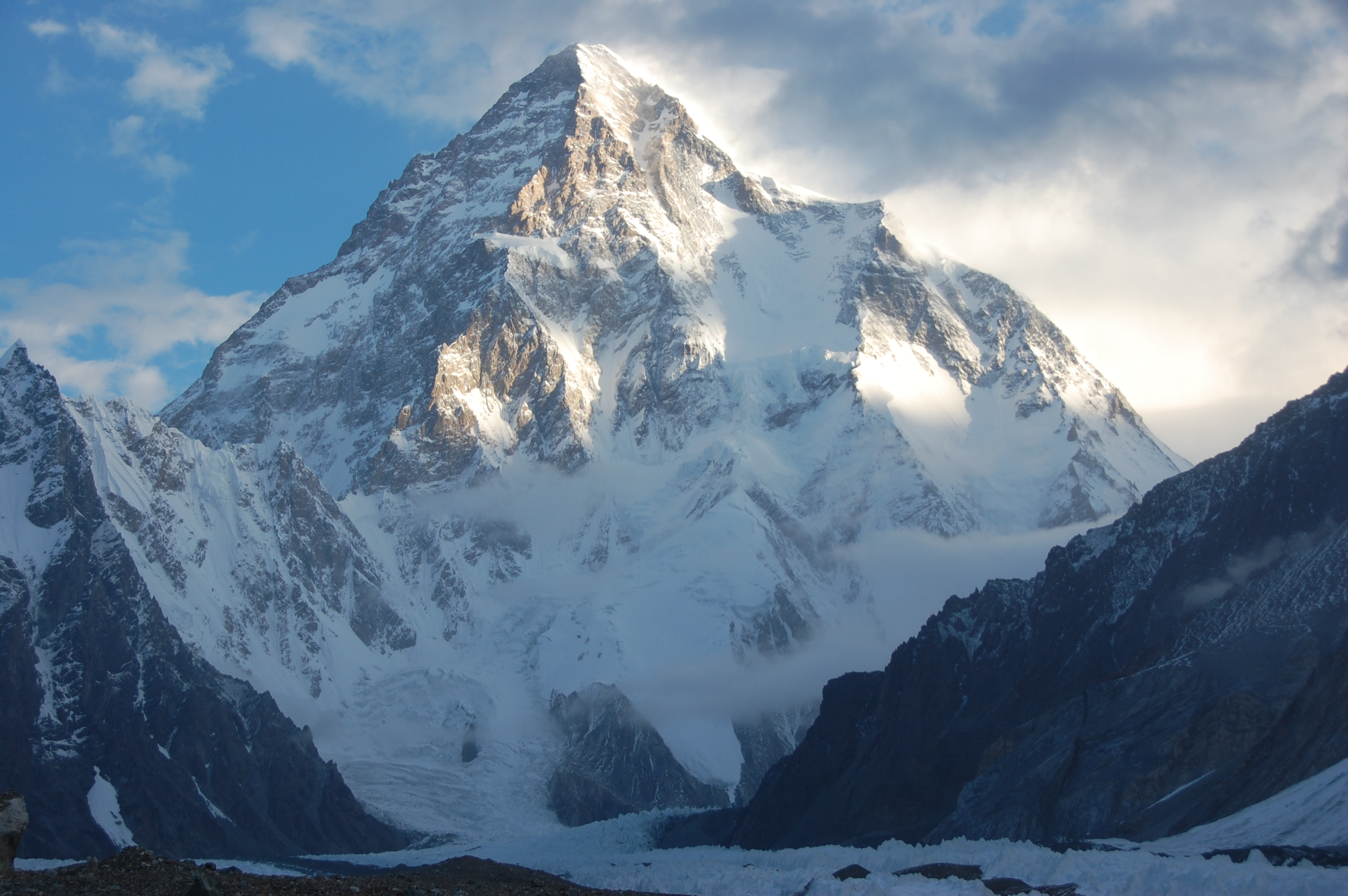
南からみたK2

## K2を主題とした作品
- K2 - パトリック・マイヤーズの戯曲及び舞台作品
- K2/ハロルドとテイラー
- 氷壁（2006年版ドラマでの設定改変）
- バーティカル・リミット
- 孤高の人（漫画版）
- K2 初登頂の真実 - K2初登頂を描いた映画。2012年公開。（元はイタリアのテレビ映画）
- 白き氷河の果てに - 1977年の日本人初登頂（世界第二登）の記録映画、1978年公開
- K2—栄光と悲劇の物語— - ドン・エイリーが1988年に発表したアルバム。1986年の大量遭難事故を題材としている[13]。
- K - 原作・遠崎史朗、画・谷口ジローによる登山をテーマにした連作漫画。第1話がK2。
- K2 - 村上もとかの漫画作品。『岳人列伝』の1編。